# 誤った数学的推論
証明などの数学的記述において、数学的根拠を欠いた適切でない推測を用いた誤った推論（あやまったすいろん、英: fallacy; 誤謬）から導かれる結論は、一見して有り得ない状況に逢着することも多く、ときには結論だけ取り出せば正しいことがありうるとしても、議論全体としては完全に破綻している。

## 概要
一例として、以下のようなものがある。
{\displaystyle {\frac {14}{43}}={\frac {1\!{\not 4}}{{\not 4}\,3}}={\frac {1}{3}}}
本来、{\displaystyle \textstyle {\frac {14}{43}}}は分子と分母が互いに素であるので約分はできない。約分は分母全体と分子全体を同一の数で割ることでなされるが、分子の4と分母の4が共通していることに目をつけ、分子の1と4、分母の4と3をそれぞれ単独の数と見なして同一の数で割って計算されたのが上の例である。

## 代数学における誤謬
代数学、特にゼロ除算による間違った証明は数多くある。2 = 1の誤った証明として以下のようなものがある。
1. 0ではない {\displaystyle a} と {\displaystyle b} が等しいとする。
{\displaystyle a=b}
2. 両辺に {\displaystyle a} を掛ける。
{\displaystyle a^{2}=ab}
3. 両辺から {\displaystyle b^{2}} を引く。
{\displaystyle a^{2}-b^{2}=ab-b^{2}}
4. 両辺をそれぞれ因数分解する。
{\displaystyle (a-b)(a+b)=b(a-b)}
5. 両辺を {\displaystyle (a-b)} で割る。
{\displaystyle a+b=b}
6. {\displaystyle a=b} であるから
{\displaystyle b+b=b}
7. よって
{\displaystyle 2b=b}
8. 両辺を {\displaystyle b}で割る。
{\displaystyle 2=1} Q.E.D.[1]

誤謬があったのは5である。4から5に進む際、{\displaystyle (a-b)}で割っているが、それは0に等しいので割ることは出来ない。

## 極限に関する誤謬
aをbに極限まで近づけるということを、aをbとする、と間違えたことによる間違った証明もある。
1. {\displaystyle a}を、正の方向から0に極限まで近づいた数とする。
2. このとき、{\displaystyle a^{a}}は0なので
{\displaystyle 0^{0}=0}
3. また、{\displaystyle a^{0}}は1であるから
{\displaystyle 0^{0}=1}
4. よって
{\displaystyle 0=1}Q.E.D.

誤謬があったのは2,3である。0に極限まで近づけた数と0は同一ではない。